# 배후민
배후민(1991년 2월 13일~)은 대한민국의 남자 축구 선수이다.

## 선수 경력
경남 FC의 U-18팀인 진주고등학교 축구부에서 성장했다.
이후 홍익대학교 축구부를 거쳐 2013년 부터 일본의 축구단인 요코하마 FC에 입단했다. 2014년 1월, 브라질의 CA 리넨세와의 연습 참가했으며, 8월에 아슬클라로 누마즈로 이적했다.
2015년, 요코하마 FC에 완전 이적 했으며, 2016년부터 경주한국수력원자력 축구단으로 완전 이적했다.